# Gormonda de Monpeslier
Na Gormonda de Monpeslier o Montpelher (fl. 1226–1229) fue una trobairitz de Montpellier en Languedoc. La única obra de ella que ha llegado hasta el siglo XX es, un sirventés, que ha sido denominado "el primer poema político francés escrito por una mujer."
Gormonda escribió la respuesta, Greu m'es a durar, al famoso sirventés anti-papal de Guilhem Figueira, utilizando la métrica y rima del poema de Figueira en unas veinte estancias. En vez de culpar al legado apostólico Pelagio de Albano por el fracaso de la Quinta Cruzada, Gormonda culpó a la "estupidez" de los malvados. Además justificó la cruzada contra los herejes locales sobre la base que la herejía era más peligrosa que el Islam y que los herejes tenían corazones falsos. Finalmente, ella manifestó su deseo de que Figueira fuera torturado hasta la muerte. Su poema se enmarcaba dentro de los límites de la piedad ortodoxa y su posición, lejos de ser radical, era la que sostenía la Iglesia según lo expresaba el Papa Inocencio III y que reflejó el trovador contemporáneo Lanfranc Cigala. 
Si bien no se conoce nada sobre Gormonda excepto lo que se puede colegir de su sirventés, es plausible que ella estuviera sumamente relacionada con el clero ortodoxo del sur de Francia y tuviera simpatía por el papado y la monarquía francesa. Posiblemente ella era una dominica. 